# مقاطعة سانت جون ذا بابتيست (لويزيانا)
مقاطعة سانت جون ذا بابتيست (بالإنجليزية: St. John the Baptist Parish, Louisiana)‏ هي إحدى مقاطعات ولاية لويزيانا في الولايات المتحدة. تأسست سنة 1807، بلغ عدد سكانها 45924 نسمة في عام 2010 حسب إحصاء مكتب تعداد الولايات المتحدة .

## وصلات خارجية
- www.sjbparish.com
- United States Counties